# Cristina Iglesias
Cristina Iglesias Fernández Berridi (San Sebastián, 8 de noviembre de 1956) es una artista de instalaciones y escultora española. Perteneciente a una generación de artistas que desde los años 80 ha transformado el concepto de escultura en el ámbito de las instalaciones, sus obras reflejan un vocabulario estético basado en el uso de diferentes materiales (hormigón, alabastro, resina, hierro, vidrio, etc., a veces combinados con motivos vegetales) y diferentes técnicas (bajorrelieve, tapiz o serigrafía de gran formato, sobre seda y cobre) que reflejan el interés de la artista por el espacio, la arquitectura, la literatura y la geología.
Su obra se encuentra repartida por museos y espacios públicos de varios países.

## Biografía
Cristina Iglesias nació en el seno de una familia donde los cinco hermanos han sido artistas. Comenzó estudiando Ciencias Químicas, carrera que abandonó para marcharse a Barcelona donde practicó dibujo y cerámica un tiempo. Después, se formó en escultura en el Chelsea College of Arts de Londres. Allí conoció al que sería después su marido, Juan Muñoz, y a otros artistas como Anish Kapoor. Su estancia en la capital británica —y también su paso por Italia— marcó su futuro como artista que deseaba, sobre todo, trabajar en el espacio y el contexto. Al terminar en el Reino Unido, pudo acceder a una beca Fulbright para estudiar en la Escuela de Bellas Artes del prestigioso Instituto Pratt de Nueva York (1988). 

### Trayectoria profesional
En los años 1980 realizó sus dos primeras exposiciones individuales en Portugal y representó a España por primera vez en la Bienal de Venecia (1986). Esta presencia internacional le permitió comenzar a ser reconocida. En los años 1990, pasó con éxito por Suiza, participó en la Exposición Universal de Sevilla de 1992, en la Bienal de Sídney, visitó por segunda vez la Bienal veneciana y expuso obra en el Reino Unido y Estados Unidos, siendo galardonada en 1999 con el Premio Nacional de Artes Plásticas en España, por los «nuevos caminos» abiertos. Durante esos años, fue también profesora de escultura en la Academia de Bellas Artes de Múnich.

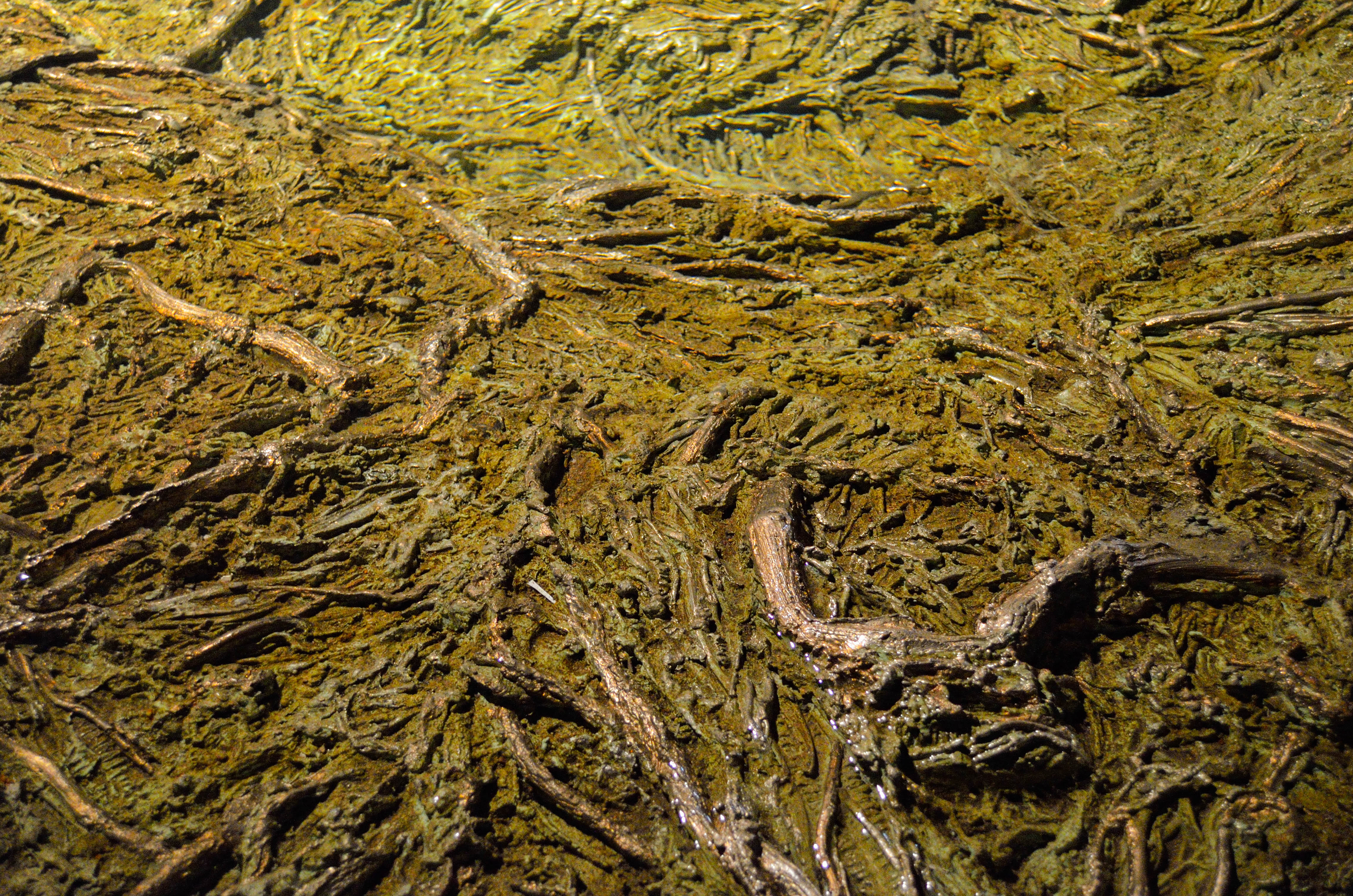
Detalle de Tres aguas en Toledo

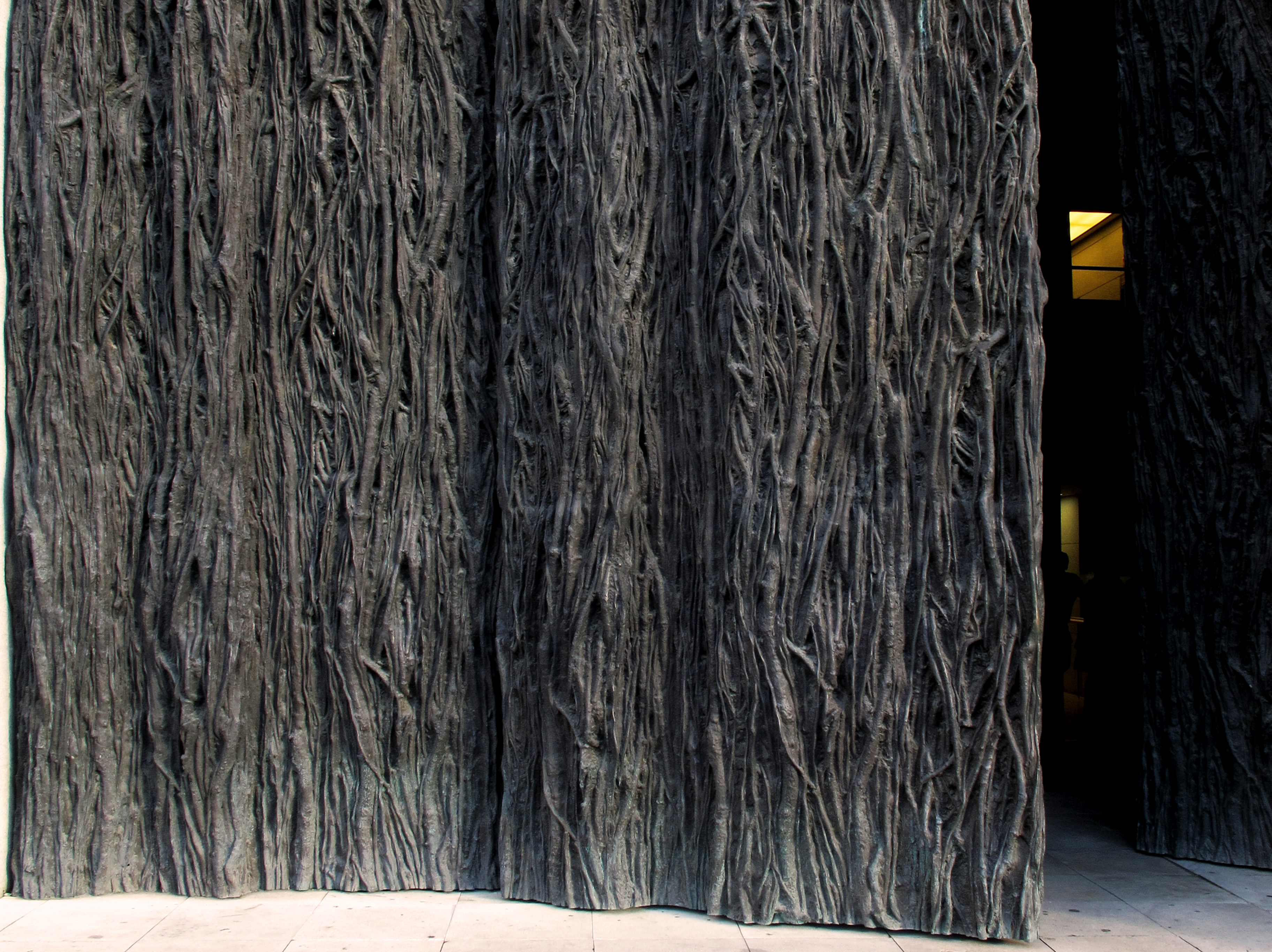
Detalle del Portón-pasaje en la ampliación del Museo del Prado (2007)

Ya consagrada en Europa y Estados Unidos, en los años 2000, después de superar el fallecimiento de su marido, participó en la Bienal de Taipéi (2003) y fue la primera española en ser invitada a participar en la Trienal de Folkstone (Reino Unido, 2011).
La primera obra pública en España, fue el encargo que le realizó Rafael Moneo de la puerta de entrada del nuevo edificio en la remodelación del Museo del Prado (2007), el Portón-pasaje, constituido por seis grandes planchas móviles con forma de vegetales fosilizados en bronce.
En 2016 se le concedió el Tambor de Oro de la Ciudad de San Sebastián. En 2018 con motivo del 40.º aniversario de la Constitución española su escultura Sin título,1988 fue seleccionada entre las obras procedentes del Museo Centro de Arte Reina Sofía para estar representada en la exposición El poder del arte. La exposición se ubicó en los edificios del Congreso de los Diputados y del Senado.

## Obra

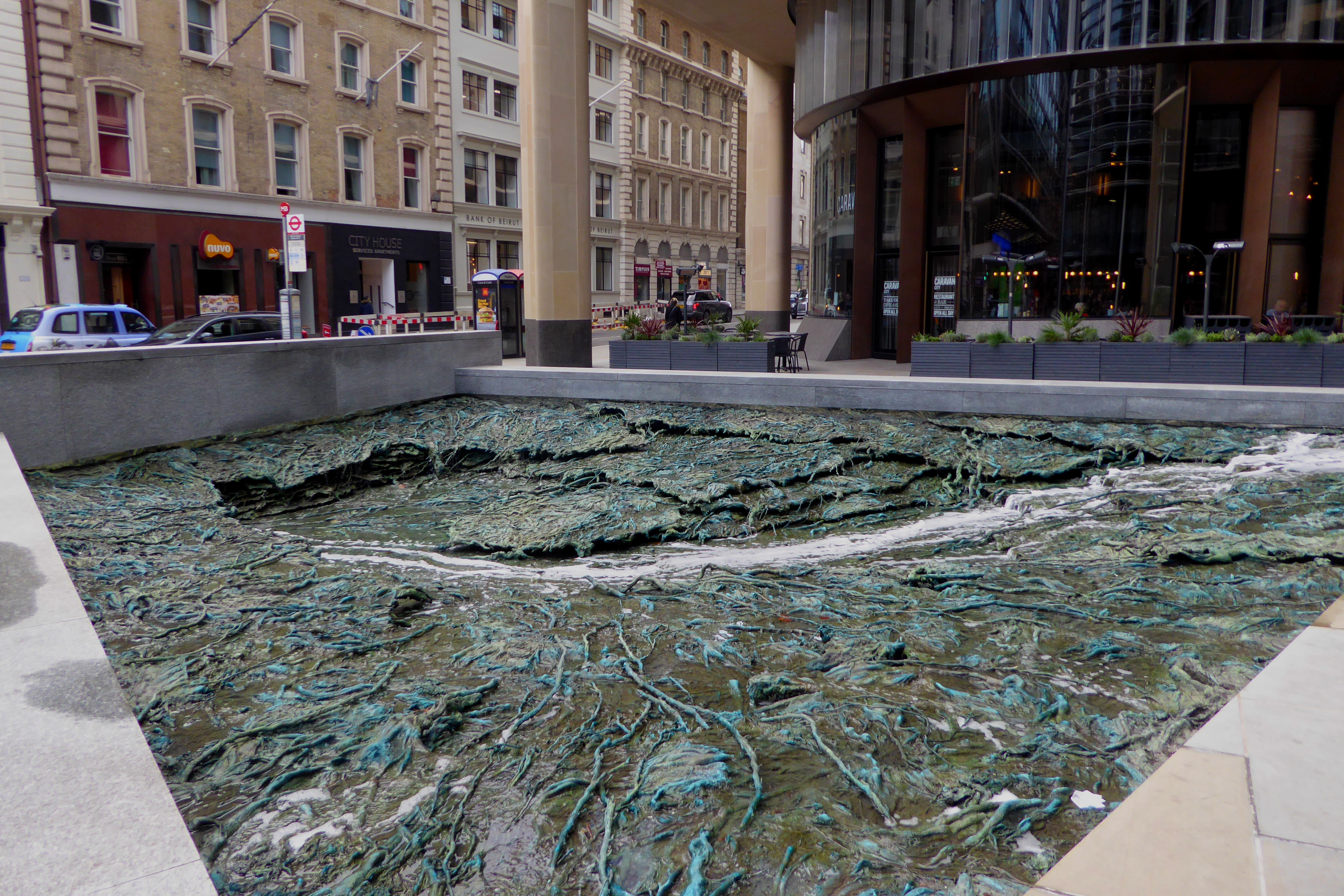
Forgotten Streams en Londres

La obra de Cristina Iglesias emplea todo tipo de materiales como hormigón, acero, agua, cristal, bronce, bambú, hojarasca, etc, y ella misma se considera influida por el constructivismo ruso, los bajorrelieves asirios que pudo contemplar en el Museo Británico, la arquitectura italiana del renacimiento y se califica como una escultora-constructora, atraída por la arquitectura. La crítica, Nancy Princenthal, considera sus obras como «pantallas», que unas veces actúan para ocultar y, en otras ocasiones, son camino para atraer la atención del espectador hacia algo. Adrian Searle, por su parte, considera que las esculturas de Iglesias, con su geometría vegetal, recrean los espacios arquitectónicos y «alteran nuestra forma de mirar sus escenarios». 

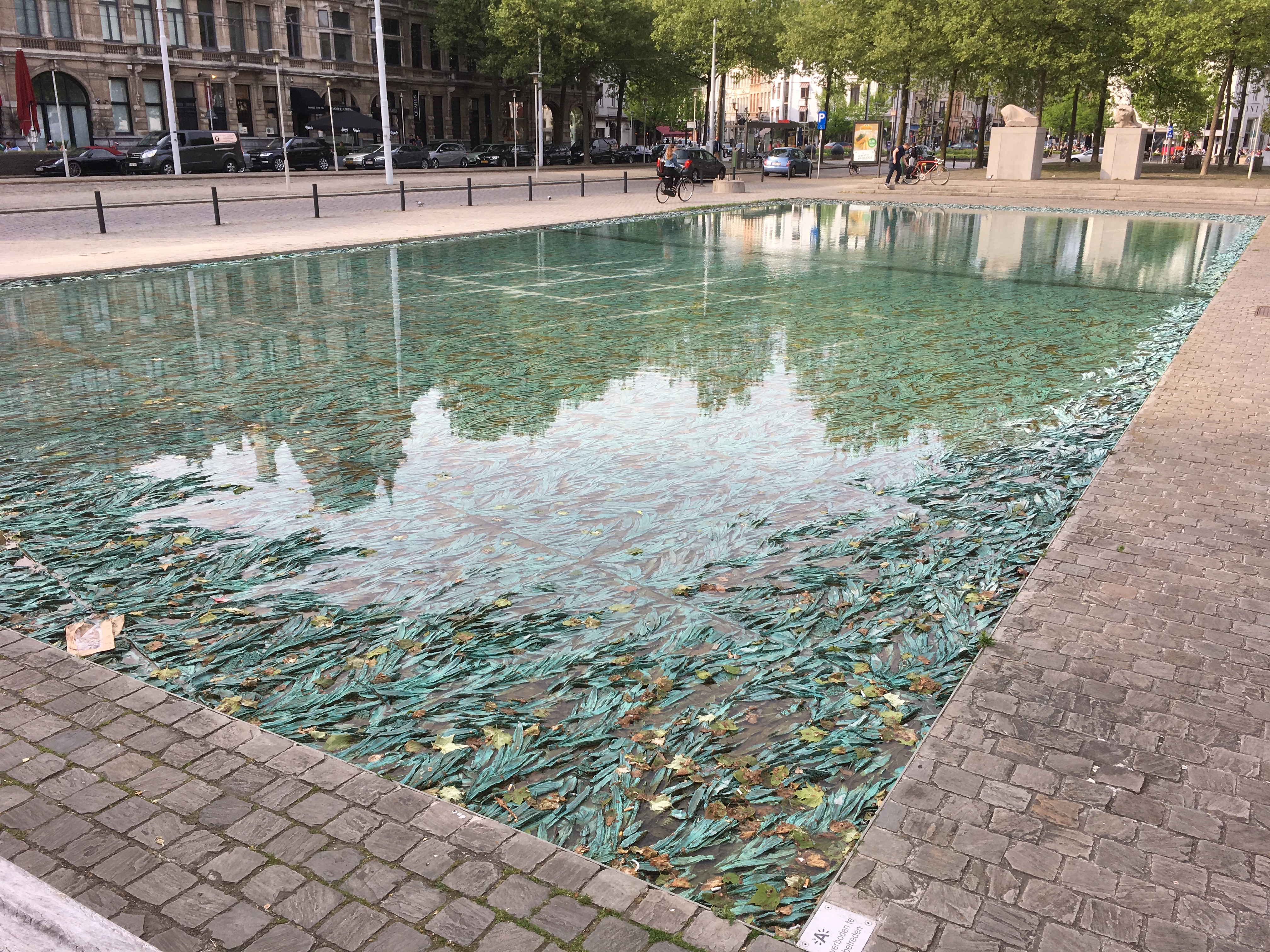
Fuente profunda en Amberes

Ganadora del Berliner Kunstpreis en 2012 en la modalidad de artes visuales, su obra se encuentra en lugares públicos de todo el mundo (Brasil, Dinamarca, España, Estados Unidos, Italia, México, Países Bajos y Reino Unido) y en museos de gran prestigio en arte contemporáneo como el MACBA (Barcelona), la Tate Gallery (Londres), el centro de Arte Reina Sofía (Madrid), el MoMA y el Solomon R. Guggenheim Museum (Nueva York), la Fundaçión Serralves (Oporto), el Centro Georges Pompidou (París), el Museo de Arte Contemporáneo Helga de Alvear, o el Museo Hirshhorn y Jardín de Esculturas (Washington), entre otros. En 2016, expuso sus obras en el Museo de Grenoble durante tres meses.

## Premios y reconocimientos
- 1999 - Premio Nacional de Artes Plásticas en España[15]
- 2015 - Medalla de Oro al Mérito en las Bellas Artes (Ministerio de Cultura y Deportes)[16]
- 2016 - Tambor de Oro de San Sebastián.[17]
- 2020 - Premio de Arquitectura 2020 otorgado por la Royal Academy Of Arts de Londres.[18]